# Eleftherés (Kavála)
Eleftherés, en grec moderne : Ελευθερές, est un village et un ancien dème du district régional de Macédoine-Orientale-et-Thrace en Grèce. Depuis 2010, il est fusionné au sein du dème de Pangéo.
Selon le recensement de 2011, la population du dème compte 9 082 habitants tandis que celle du village s'élève à 1 303 habitants.